# 1277
- Wikisource

| Calendário gregoriano                                                        | 1277 MCCLXXVII                                        |
| Ab urbe condita                                                              | 2030                                                  |
| Calendário arménio                                                           | 726 – 727                                             |
| Calendário bahá'í                                                            | -567 – -566                                           |
| Calendário budista                                                           | 1821                                                  |
| Calendário chinês                                                            | 3973 – 3974 Início a 6 de fevereiro (aproximadamente) |
| Calendário copta                                                             | 993 – 994                                             |
| Calendário etíope                                                            | 1269 – 1270                                           |
| Calendários hindus - Vikram Samvat - Calendário nacional indiano - Cáli Iuga | 1332 – 1333 1198 – 1199 4377 – 4378                   |
| Calendário Holoceno                                                          | 11277                                                 |
| Calendário islâmico                                                          | 675 – 677                                             |
| Calendário judaico                                                           | 5037 – 5038                                           |
| Calendário persa                                                             | 655 – 656                                             |
| Calendário rúnico                                                            | 1527                                                  |
| Calendário solar tailandês                                                   | 1820                                                  |

1277 (MCCLXXVII, na numeração romana) foi um ano comum do século XIII do Calendário Juliano, da Era de Cristo, a sua letra dominical foi C (52 semanas), teve início a uma sexta-feira e terminou também a uma sexta-feira.
| Ano completo                       |
| ---------------------------------- |
| Ano comum com início à sexta-feira |

## Eventos
- 25 de Novembro - Eleito o Papa Nicolau III, sucedendo ao Papa João XXI.
- Realização da Estátua de Robert Anjou, por Arnolfo di Lapo.
- Quarto ataque mongol contra a Lituânia.

## Mortes
- 20 de Maio - Papa João XXI, de origem portuguesa, nascido Pedro Julião Rebolo, em Lisboa (n. 1215).